# Ложная необходимость
Ложная необходимость или социальная теория анти-необходимости — современная социальная теория, которая утверждает о пластичности социального устройства и способности формироваться по-новому. Теория отвергает предположение о том, что законы изменений управляют историей человеческих обществ и ограничивают человеческую свободу. Это критика «необходимого» мышления в традиционных социальных теориях (таких как либерализм или марксизм), которые утверждают, что части социального порядка необходимы или являются результатом естественного хода истории. Теория отвергает идею о том, что человеческие общества должны быть организованы определённым образом (например, либеральная демократия) и что человеческая деятельность будет придерживаться определённых форм (например, если бы люди были мотивированы только рациональными личными интересами).
Ложная необходимость использует структурный анализ для понимания социально-политических механизмов, но отбрасывает тенденцию объединять неделимые категории и создавать объяснения, подобные закону. Она направлена на то, чтобы освободить человеческую деятельность от необходимых механизмов и ограничений и открыть мир без ограничений, где возможное становится реальным.

## Предпосылки
Современная социальная теория содержит противоречие между реализацией человеческой свободы и необходимостью социальных правил. Либеральные политические теоретики XVII века, такие как Гоббс и Локк, рассматривали проблему как проблему принесения в жертву одних индивидуальных свобод ради обретения других. Они понимали социальные правила как разрешающие ограничения — необходимые предписания, которые ограничивают деятельность в одних сферах, чтобы расширить её в других. В социально-политической сфере эти ранние либеральные мыслители утверждали, что граждане соглашаются пожертвовать своей свободой ради политической власти, чтобы получить большую свободу от естественного состояния. Суверенная власть — это ограничение, но она позволяет освободиться от ограничений, которые могут наложить на нас другие люди. Таким образом, правила всегда рассматриваются как средство увеличения свободы, а не её отмены.
Эти мыслители раннего Просвещения выступали против существующих религиозных, аристократических и абсолютистских институтов и организаций как естественного состояния мира. Они не выступали за абсолютную свободу личности вне каких-либо ограничивающих правил. Для них человеческая деятельность все ещё была подчинена определённым типам социальных механизмов, которые следовали исторической необходимости.
Вдохновленные тезисом Канта о человеческой свободе, который утверждал, что нет никаких доказательств, опровергающих абсолютную свободу человека или его способность противостоять внешнему господству, мыслители конца XVIII века рассматривали вопрос о том, как социальные институты ограничивали человеческие свободы. Такие мыслители, как Фихте, Шиллер, Шеллинг и Гегель, утверждали, что те институты, которые ограничивают человеческую свободу и подвергают индивида страху и предрассудкам, оскорбляют человеческое достоинство и отказывают индивиду в его автономии. Но они пытались сформулировать универсальные законы, которые, в свою очередь, привели к детерминированному социальному и политическому устройству. Маркс, например, отдал человечество на милость исторической и институциональной необходимости.
Современная теория ложной необходимости пытается реализовать эту идею во всей её полноте и избежать ограничений либеральной и марксистской теорий. Она направлена на реализацию социальной пластичности путем отделения человеческой свободы от любых необходимых социальных правил или исторической траектории. Теория признает необходимость социальных правил, но также подтверждает способность человека преодолевать их. Человечество не должно быть ограничено какой-либо структурой.

## Разработка и содержание
Разработка этой теории приписывается философу и политическому деятелю Роберто Мангабейре Унгеру. Его главная книга, посвященная этому тезису, „Ложная необходимость: анти-необходимая социальная теория на службе радикальной демократии“, была впервые опубликована в 1987 году издательством Cambridge University Press и переиздана в 2004 году издательством Verso с новым введением на 124 страницы и новым приложением „Пять тезисов об отношении религии к политике“., проиллюстрированный ссылками на бразильский опыт».
Теория ложной необходимости пытается понять людей и человеческую историю, не делая своих теоретиков объектами предопределяющей судьбы. Она отвергает предположение о том, что определённые и необходимые законы организации и изменений управляют социальными, политическими и экономическими институтами человеческой деятельности и тем самым ограничивают человеческую свободу. Он утверждает, что проблема традиционной теории глубинной структуры, такой как марксизм, заключается в том, что она связывает различие между глубинной структурой и рутинной практикой как с неделимыми типами социальной организации, так и с глубоко укоренившимися ограничениями и законами развития. Теория отвергает ограничения и фокусируется на том, как глубинные структуры этих институтов формируют человеческое поведение и как их можно переделать по своему желанию, полностью или частично. Цель состоит в том, чтобы спасти социальную теорию и воссоздать проект самоутверждения и общества.
Вместо «разрешающего ограничения» или «универсальной структуры» теория выступает за «структуры, отрицающие структуру», то есть структуры, которые позволяют саморазрушаться и переделываться. Поскольку эти структуры обычно ограничивают человеческую деятельность, это увеличило бы свободу.